# Andaraí
Andaraí là một đô thị thuộc bang Bahia, Brasil. Đô thị này có diện tích 1895,16 km², dân số năm 2007 là 14020 người, mật độ 7,4 người/km².